# Unterschweinbach
Unterschweinbach ist ein Gemeindeteil von Egenhofen im oberbayerischen Landkreis Fürstenfeldbruck.

## Geografie
Das Kirchdorf liegt circa drei Kilometer südlich von Egenhofen an der Kreuzung der Kreisstraßen FFB 1 und FFB 2.

## Geschichte
Das Domkapitel Freising besaß das Dorf Unterschweinbach über Jahrhunderte.
Im Zuge der Gebietsreform wurde zum 1. Mai 1978 sowohl die Ortschaft Unterschweinbach (mit den Weilern Herrnzell, Kumpfmühle und Spielberg) als auch die anderen bis dahin selbständigen Gemeinden Aufkirchen, Oberweikertshofen, Wenigmünchen und Egenhofen zur Gemeinde Egenhofen zusammengeschlossen. Der Verwaltungssitz der Gemeinde Egenhofen (Rathaus) ist in Unterschweinbach.

## Sehenswürdigkeiten

### Baudenkmäler
- katholische Filialkirche Mariä Himmelfahrt